# Škoda MU-4
Škoda MU-4 (Š-I, T-1) – czechosłowacka prototypowa tankietka z okresu międzywojennego.

## Historia konstrukcji
W 1932 roku w zakładach Škoda w Pilźnie, korzystając z doświadczeń przy budowie tankietki Škoda MU-2, opracowano na konkurs na tankietkę armii czechosłowackiej prototyp pojazdu oznaczonego jako MU-4, uzbrojonego w dwa karabiny maszynowe.
Wóz przegrał konkurencję z tankietką vz. 33 z zakładów ČKD w Pradze, ale w 1934 roku wystawiono go w konkursie armii jugosłowiańskiej, gdzie jednak również nie znalazł uznania, przegrywając w konkurencji z polską tankietką TK-3 i czechosłowacką ČKD P-I. Jeszcze w 1939 roku proponowano jego kupno Afganistanowi, a w 1940 – Węgrom (oznaczony był wtedy jako Š-I) i Szwecji (oznaczony jako T-1), lecz żadne z tych państw nie było zainteresowane.
Ostatecznie zbudowano jedynie prototyp tego pojazdu, który przetrwał II wojnę światową i po odrestaurowaniu znajduje się od 1972 roku w Muzeum Techniki Wojskowej (cz. Vojenského technického muzea Lešany) w Lešanach. Podwozie tego pojazdu zostało natomiast wykorzystane do budowy lekkiego ciągnika artyleryjskiego Škoda MTH.

## Użycie
Tankietka nie była użytkowana przez wojsko, a jedynie prezentowano ją w konkursach na pojazdy tego typu oraz innym państwom jako ofertę na budowę tego typu pojazdów.

## Opis pojazdu
Tankietka MU-4 zbudowana została w oparciu o konstrukcję tankietki MU-2, lecz miała inne podwozie, co podniosło jej walory użytkowe. Początkowo miała silnik gaźnikowy, 2-cylindrowy, o mocy 33 KM, lecz w 1934 roku wymieniono go na mocniejszy 4-cylindrowy o mocy 40 KM. Pojazd był całkowicie opancerzony, a pancerz miał grubość od 4 do 10 mm, przy czym wieża z zamontowanymi na stałe 2 karabinami maszynowymi kal. 7,92 mm (z zapasem 3600 naboi) miała grubość od 6 do 10 mm.